# Nichelino
Nichelino là một đô thị ở tỉnh Torino trong vùng Piedmont, có vị trí cách khoảng 8 km về phía tây nam của Torino.
Nichelino giáp các đô thị: Torino, Orbassano, Beinasco, Moncalieri, Candiolo, và Vinovo.
Frazione Stupinigi có Palazzina di Stupinigi là một phần của di sản thế giới do UNESCO công nhận. Ở đây cũng có tòa lâu đài Palazzo Occelli (1565).